# Simmone Jade Mackinnon
Simmone Jade Mackinnon (født 19. marts 1973 i Mount Isa, Queensland, Australien) er en australsk skuespillerinde.
Hun fik i 2003 rollen som Stevie Hall Ryan i den australske tv-serie McLeod's Daughters, hvor hun slog sit navn for alvor fast. Hun havde rollen indtil seriens sæson 8. hvor den fik øksen i 2008. Fra 1993 til 1995 var hun på tour med musicalen Cats, hvor hun havde rollen som katten "Cassandra" gennem Australien og Asien.
Mackinnon blev nomineret seks gange, medens hun var på McLeod's Daughters, til en udmærkelse. Første gang var det under kategorien Most Popular New Female Talent i 2004. De følgende år blev hun nomineret til udmærkelser, men uden resultat.

## Privat
Simmone Jade Mackinnon afslørende i 2009, at hun ventede barn med sin daværende kæreste Dominic James, men regnede med at blive alenemor til barnet. Hun fødte en søn den 19. marts 2020, på samme dag som hun selv har fødselsdag.

## Film & TV
| År          | Titel                                | Rolle                    | Note                                         |
| ----------- | ------------------------------------ | ------------------------ | -------------------------------------------- |
| 2009        | Rescue: Special Ops                  | Fiona Charlton           | Extended Guest Role                          |
| 2009 -      | Random Acts of Kindness              | Simmone Jade Mackinnon   | Vært sammen med Karl Stefanovic og Scott Cam |
| 2009        | The Cut                              | Dominica Blaine          | 1 episode                                    |
| 2003 - 2009 | McLeod's Daughters                   | Stevie Hall              | 153 episodes.                                |
| 2006        | Submission                           | Dominique                | også co-producer.                            |
| 2003        | Dark Waters                          | Robin Turner             |                                              |
| 2003        | Deep Shock                           | Dr. Anne Fletcher        |                                              |
| 2002        | Python II                            | Nadia                    |                                              |
| 2001        | Attila                               | N'Kara/Ildico            |                                              |
| 1999 - 2000 | Baywatch                             | Allie Reese              |                                              |
| 1999        | The Lost World                       | Elura                    |                                              |
| 1998 - 1999 | All Saints                           | Kimberly 'Krystal' Woods |                                              |
| 1998        | Water Rats                           | Bianca Mathias           |                                              |
| 1997        | Dust Off the Wings                   | Mel                      |                                              |
| 1997        | Spellbinder: Land of the Dragon Lord | TV Girl                  |                                              |
| 1996        | Dating the Enemy                     | Doctor's Assistant       |                                              |
| 1988        | Something About Love                 | Therapist                |                                              |